# Хорхе Касадо
Хорхе Касадо (ісп. Jorge Casado, нар. 26 червня 1989, Мадрид) — іспанський футболіст, захисник клубу «Райо Махадаонда».
Виступав, зокрема, за клуб «Реал Мадрид».

## Ігрова кар'єра
Народився 26 червня 1989 року в місті Мадрид. Вихованець юнацьких команд футбольних клубів «Вілла Роса» та «Райо Вальєкано».
У дорослому футболі дебютував 2008 року виступами за команду «Райо Вальєкано Б», в якій провів два сезони, взявши участь у 55 матчах чемпіонату. 
Протягом 2010—2014 років захищав кольори клубу «Реал Мадрид Кастілья».
Своєю грою за останню команду привернув увагу представників тренерського штабу клубу «Реал Мадрид», до складу якого приєднався 2010 року. Відіграв за королівський клуб наступні чотири сезони своєї ігрової кар'єри.
Згодом з 2014 по 2020 рік грав у складі команд «Реал Бетіс», «Понферрадіна», «Реал Сарагоса» та «Ксанті».
До складу клубу «Райо Махадаонда» приєднався 2020 року. Станом на 27 лютого 2022 року відіграв за клуб з передмістя Мадрида 33 матчі в національному чемпіонаті.

## Статистика виступів

### Статистика клубних виступів
Станом на 8 жовтня 2018
| Сезон                            | Команда                          | Чемпіонат                        | Чемпіонат | Чемпіонат | Національний кубок | Національний кубок | Національний кубок | Континентальні кубки | Континентальні кубки | Континентальні кубки | Інші змагання | Інші змагання | Інші змагання | Усього | Усього |
| Сезон                            | Команда                          | Ліга                             | Ігор      | Голів     | Ліга               | Ігор               | Голів              | Ліга                 | Ігор                 | Голів                | Ліга          | Ігор          | Голів         | Ігор   | Голів  |
| -------------------------------- | -------------------------------- | -------------------------------- | --------- | --------- | ------------------ | ------------------ | ------------------ | -------------------- | -------------------- | -------------------- | ------------- | ------------- | ------------- | ------ | ------ |
| 2008–09                          | «Райо Вальєкано Б»               | ТД                               | 27        | 0         | -                  | -                  | -                  | -                    | -                    | -                    | -             | -             | -             | 27     | 0      |
| 2009–10                          | «Райо Вальєкано Б»               | ТД                               | 28        | 0         | -                  | -                  | -                  | -                    | -                    | -                    | -             | -             | -             | 28     | 0      |
| Усього за «Райо Вальєкано Б»     | Усього за «Райо Вальєкано Б»     | Усього за «Райо Вальєкано Б»     | 55        | 0         |                    | -                  | -                  |                      | -                    | -                    |               | -             | -             | 55     | 0      |
| 2010–11                          | «Реал Мадрид Кастілья»           | СДБ                              | 25+2      | 3+0       | -                  | -                  | -                  | -                    | -                    | -                    | -             | -             | -             | 27     | 3      |
| 2011–12                          | «Реал Мадрид Кастілья»           | СДБ                              | 33+4      | 3+0       | -                  | -                  | -                  | -                    | -                    | -                    | -             | -             | -             | 37     | 3      |
| 2011–12                          | «Реал Мадрид»                    | ПД                               | 0         | 0         | КІ                 | 1                  | 0                  | ЛЧ                   | 0                    | 0                    | СІ            | 0             | 0             | 1      | 0      |
| 2012–13                          | «Реал Мадрид Кастілья»           | СД                               | 39        | 1         | -                  | -                  | -                  | -                    | -                    | -                    | -             | -             | -             | 39     | 1      |
| 2013–14                          | «Реал Мадрид Кастілья»           | СД                               | 27        | 1         | -                  | -                  | -                  | -                    | -                    | -                    | -             | -             | -             | 27     | 1      |
| Усього за «Реал Мадрид Кастілья» | Усього за «Реал Мадрид Кастілья» | Усього за «Реал Мадрид Кастілья» | 124+6     | 8+0       |                    | -                  | -                  |                      | -                    | -                    |               | -             | -             | 130    | 8      |
| 2014–15                          | «Реал Бетіс»                     | СД                               | 15        | 0         | КІ                 | 3                  | 0                  | -                    | -                    | -                    | -             | -             | -             | 18     | 0      |
| 2015–16                          | «Понферрадіна»                   | СД                               | 35        | 0         | КІ                 | 3                  | 1                  | -                    | -                    | -                    | -             | -             | -             | 38     | 1      |
| 2016–17                          | «Реал Сарагоса»                  | СД                               | 18        | 1         | КІ                 | 0                  | 0                  | -                    | -                    | -                    | -             | -             | -             | 18     | 1      |
| 2017–18                          | «Ксанті»                         | ЧГ                               | 22        | 2         | КГ                 | 1                  | 0                  | -                    | -                    | -                    | -             | -             | -             | 23     | 2      |
| 2018–19                          | «Ксанті»                         | ЧГ                               | 6         | 0         | КГ                 | 0                  | 0                  | -                    | -                    | -                    | -             | -             | -             | 6      | 0      |
| Усього за «Ксанті»               | Усього за «Ксанті»               | Усього за «Ксанті»               | 28        | 2         |                    | 1                  | 0                  |                      | -                    | -                    |               | -             | -             | 29     | 2      |
| Усього за кар'єру                | Усього за кар'єру                | Усього за кар'єру                | 281       | 11        |                    | 8                  | 1                  |                      | -                    | -                    |               | -             | -             | 289    | 12     |